# Terytorium Kolorado

Pogranicze terytoriów Kansas, Nebraski, Utah i Nowego Meksyku w 1860 roku. Centralny prostokąt naniesiony na ich tle to granice powstałego rok później Terytorium Kolorado, tożsame z granicami stanu Kolorado

Terytorium Kolorado (ang. Colorado Territory) – historyczna jednostka administracyjna USA, terytorium zorganizowane, która istniała od 28 lutego 1861 do 1 sierpnia 1876. Jej granice stanowią także granice obecnego stanu Kolorado. Terytorium został zorganizowane po nastaniu gorączki złota w okolicach szczytu Pikes Peak w latach 1858-1861, kiedy to pierwsze osadnictwo Europejczyków zawitało na te ziemie. Akt prawny ustanawiający Terytorium Kolorado został podpisany przez prezydenta USA Jamesa Buchanana 28 lutego 1861 podczas secesji południowych stanów, jeszcze przed wybuchem wojny secesyjnej. Utworzenie tego terytorium scaliło efektywnie kontrolę Unii nad bogatym w surowce obszarem Gór Skalistych. Już wtedy perspektywa rychłego wcielenia terytorium do Unii jako stanu była brana pod uwagę, lecz ambicje stanowe zostały zablokowane w 1865 wetem prezydenta USA Andrew Johnsona.
Status stanowy dla terytorium stanowił także twardy orzech do zgryzienia dla prezydenta USA Ulyssesa Granta, którego administracja zabiegała o wcielenie Kolorado do Unii jako stanu w obliczu niechęci Kongresu podczas Rekonstrukcji USA. Ostatecznie, Terytorium Kolorado przestało istnieć na rzecz wcielenia stanu Kolorado do Unii w 1876.

## Opis Terytorium Kolorado
Terytorium to zorganizowano z ziem Gór Skalistych po obu stronach szczytów pasma głównego, rozdzielającego zlewiska Pacyfiku i Atlantyku, zawierających obszary naokoło szczytu Pikes Peak, gdzie gorączka złota w Kolorado rozpoczęła się dwa lata wcześniej. Na swoich obszarach wschodnich, nowe terytorium przejęło zachodnie kresy Terytorium Kansas, niezrzeszonych pozostałości po utworzeniu stanu Kansas miesiąc wcześniej, a także wielkie połacie południowozachodniego Terytorium Nebraski, i północny skrawek Terytorium Nowego Meksyku u źródeł i w górnym biegu rzeki Rio Grande. Po zachodniej stronie szczytów, terytorium Kolorado przejęło wschodnie obszary Terytorium Utah, w całości pod wyłączną kontrolą plemion Ute i Szoszonów. Wschodnie prerie były wtedy luźniej kontrolowane przez przemieszczające się plemiona Szejenów i Arapaho, a także Paunisi, Komanczowie i Kiowa. W 1861, na 10 dni przed oficjalnym powstaniem terytorium, Arapaho i Szejeni zostali, w obliczu wojskowej przemocy USA nad ich zasadniczo bezbronną ludnością tubylczą, zmuszeni do oddania wielkich połaci prerii pod osadnictwo białych, z przyzwoleniem dalszego zamieszkiwania swoich tradycyjnych ziem, o ile nie atakowali byli osadników przybywających na tereny w okolicach wędrownych obozów indiańskich. Jednak, już u schyłku wojny secesyjnej w 1865, tubylcza obecność na prerii w Kolorado została zasadniczo wyeliminowana.

## Historia Terytorium Kolorado
Ziemie, które w końcu zostały wcielone do Terytorium Kolorado po raz pierwszy dostały się pod zarząd Stanów Zjednoczonych w ramach Zakupu Luizjany w 1803 oraz w wyniku przegranej wojny i bycia zmuszonym do scedowania swoich obszarów północnych przez Meksyk w 1848.

## Tubylcy
Pierwotnie, przynajmniej w stuleciach poprzedzających eksploracje białych Europejczyków, w tym Hiszpanów, Francuzów i ostatecznie Amerykanów z ich osadnictwem, ziemie te zaludniały nacje Indian z rozmaitych grup językowych: Szejeni i Arapaho koczujący i polujący na bizony na wschodniej wyżynnej prerii i Ute w Górach Skalistych.